# Рид, Рокко
Рокко Рид (англ. Rocco Reed; род. 26 июля 1982) — американский порноактёр и режиссёр.

## Биография
Рокки Рид родился в Колумбии, Южная Каролина. Имеет итальянские и греческие корни. Окончил университет Южной Каролины со степенью в области психологии. Играл в составе баскетбольной команды университета.

## Карьера
После окончания университета Рид подрабатывал моделью, позже переехал в Лос-Анджелес для продолжения модельной карьеры. В 2006 году снялся в нескольких номерах журнала Playgirl. В том же году принял участие в первом порнофильме. За свою карьеру снялся более чем в 623 фильмах, и срежиссировал 4 порноленты. В июне 2012 года Рид подписал контракт с интернет-ресурсом Men.com на съёмки в гей-порно, в котором партнёром Рида стал Томми Дефенди. В дальнейшем актёр снимется в ряде фильмов для геев. В мае 2013 года Рид объявил о своём уходе из фильмов для взрослых. В качестве режиссёра Рид снял романтическую комедию «10 вещей, которые я ненавижу в День Святого Валентина», основанную на фильме «День святого Валентина».

## Личная жизнь
Рид был помолвлен с порноактрисой Аса Акирой. Несмотря на участие в гей-порно, актёр заявляет, что не является геем.

## Награды и номинации
| Год  | Результат | Награда | Фильм                                           |
| ---- | --------- | --- | ----------------------------------------------- |
| 2009 | Номинация | Лучший мужской дебют | н/д                                             |
| 2010 | Победа    | Лучшая сцена группового секса (совместно с Джессикой Дрейк, Кирстен Прайс, Алектрой Блу, Микаэлой Мендез, Кейлени Леей, Тори Лэйн, Джейден Джеймс, Кайлой Каррерой, Рэнди Спирсом, Брэдом Армстронгом, Маркусом Лондоном, Миком Блу и Т. Д. Каммингсом)                         | 2040                                            |
| 2010 | Номинация | Мужской исполнитель года | н/д                                             |
| 2011 | Номинация | Мужской исполнитель года | н/д                                             |
| 2012 | Номинация | Лучшая сцена группового секса (совместно с Алектрой Блу, Джессикой Дрейк, Кейлени Леей,Кирстен Прайс , Брэнди Энистон, Никки Дэниелс, Люки Старром, Пума Свид, Рэнди Спирсом, Томми Ганном, Маркусом Лондоном, Роном Джереми, Джеком Вегасом, Диком Чибблесом и Маком Тёрнером) | The Rocki Whore Picture Show: A Hardcore Parody |
| 2012 | Номинация | Лучший актёр второго плана | Horizon                                         |
| 2012 | Номинация | Лучшая сцена секса втроём (совместно с Шиной Райдер и Кэйти Джордин) | What the Fuck! Big Tits, Bitches & Ass          |
| 2012 | Номинация | Мужской исполнитель года | н/д                                             |

| Год  | Результат | Награда                                              | Фильм                                        |
| ---- | --------- | ---------------------------------------------------- | -------------------------------------------- |
| 2010 | Номинация | Мужской исполнитель года                             | н/д                                          |
| 2011 | Номинация | Мужской исполнитель года                             | н/д                                          |
| 2011 | Номинация | Актёрская работа года — мужчина                      | Mad Love                                     |
| 2012 | Победа    | Мужской исполнитель года                             | н/д                                          |
| 2012 | Номинация | Актёрская работа года — мужчина                      | Girlfriend for Hire                          |
| 2012 | Номинация | Лучшая актёрская работа года — мужчины               | Star Trek: The Next Generation: A XXX Parody |
| 2013 | Номинация | Best Actor — Couples-Themed Release                  | Cafe Amore                                   |
| 2013 | Номинация | Лучший актёр второго плана                           | Star Wars XXX: A Porn Parody                 |
| 2013 | Номинация | Лучшая сцена (совместно с Элли Хейз и Сетом Гэмблом) | Star Wars XXX: A Porn Parody                 |

| Год  | Результат | Награда                  |
| ---- | --------- | ------------------------ |
| 2010 | Номинация | Мужской исполнитель года |
| 2012 | Номинация | Лучший актёр             |
| 2012 | Номинация | Мужской исполнитель года |